# Забойка
Забойка — процесс заполнения инертным материалом части зарядной полости, а также и сам такой инертный материал, применяемый для изоляции заряда взрывчатого вещества.
Забойкой добиваются:
- «запирания» продуктов детонации,
- повышения коэффициента полезного действия взрыва,
- снижения радиуса разлёта осколков.

В качестве забойки используют сыпучие материалы, инертные к действию взрыва, с высокой твердостью и коэффициентом трения (щебень, крупнозерный песок, вода с пластиковых ампулах).
Впервые забойка в виде деревянной пробки применена в Западной Европе в 1687 году, с конца XVII века для забойки стали использовать глину.